# Arendonk
Arendonk és un municipi belga de la província d'Anvers a la regió de Flandes. Comprèn els llogarets de De Voorheide, Den Berendonk, Den Heikant i De Huiskes. Limita al nord-oest amb Ravels, a l'oest amb Oud-Turnhout, a l'est amb Reusel-De Mierden, al sud amb Retie i al sud-est amb Mol.

## Evolució de la població

### Seglexix
| Any      | 1806  | 1816  | 1830  | 1846  | 1856  | 1866  | 1876  | 1880  | 1890  |
| -------- | ----- | ----- | ----- | ----- | ----- | ----- | ----- | ----- | ----- |
| Població | 2.485 | 2.444 | 3.230 | 3.715 | 3.610 | 3.594 | 3.435 | 3.260 | 3.621 |
|          |       |       |       |       |       |       |       |       |       |

### Segle XX (fins a 1976)
| Any      | 1900  | 1910  | 1920  | 1930  | 1947  | 1961  | 1970  | 1976   |  |
| -------- | ----- | ----- | ----- | ----- | ----- | ----- | ----- | ------ |  |
| Població | 4.356 | 5.108 | 5.045 | 5.665 | 7.919 | 8.862 | 9.919 | 10.358 |  |
|          |       |       |       |       |       |       |       |        |  |

### 1977 ençà
| Any       | 1977   | 1980   | 1985   | 1990   | 1995   | 2000   | 2005   |
| --------- | ------ | ------ | ------ | ------ | ------ | ------ | ------ |
| Població  | 10.332 | 10.408 | 10.787 | 11.000 | 11.366 | 11.805 | 12.179 |
| Font: NIS |        |        |        |        |        |        |        |

## Línia demogràfica
- Font:NIS

## Agermanaments
- Tànger

## Personatges il·lustres
- Rik Van Steenbergen, ciclista.